# سویا

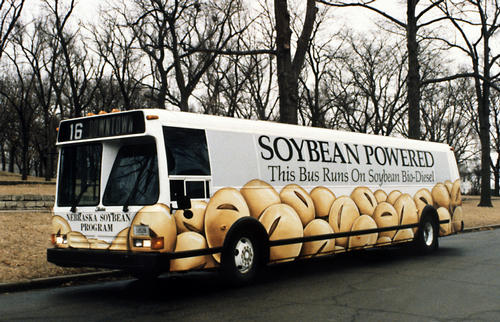
اتوبوس با سوخت روغن سویا. متعلق به وزارت نیروی ایالات متحده آمریکا.

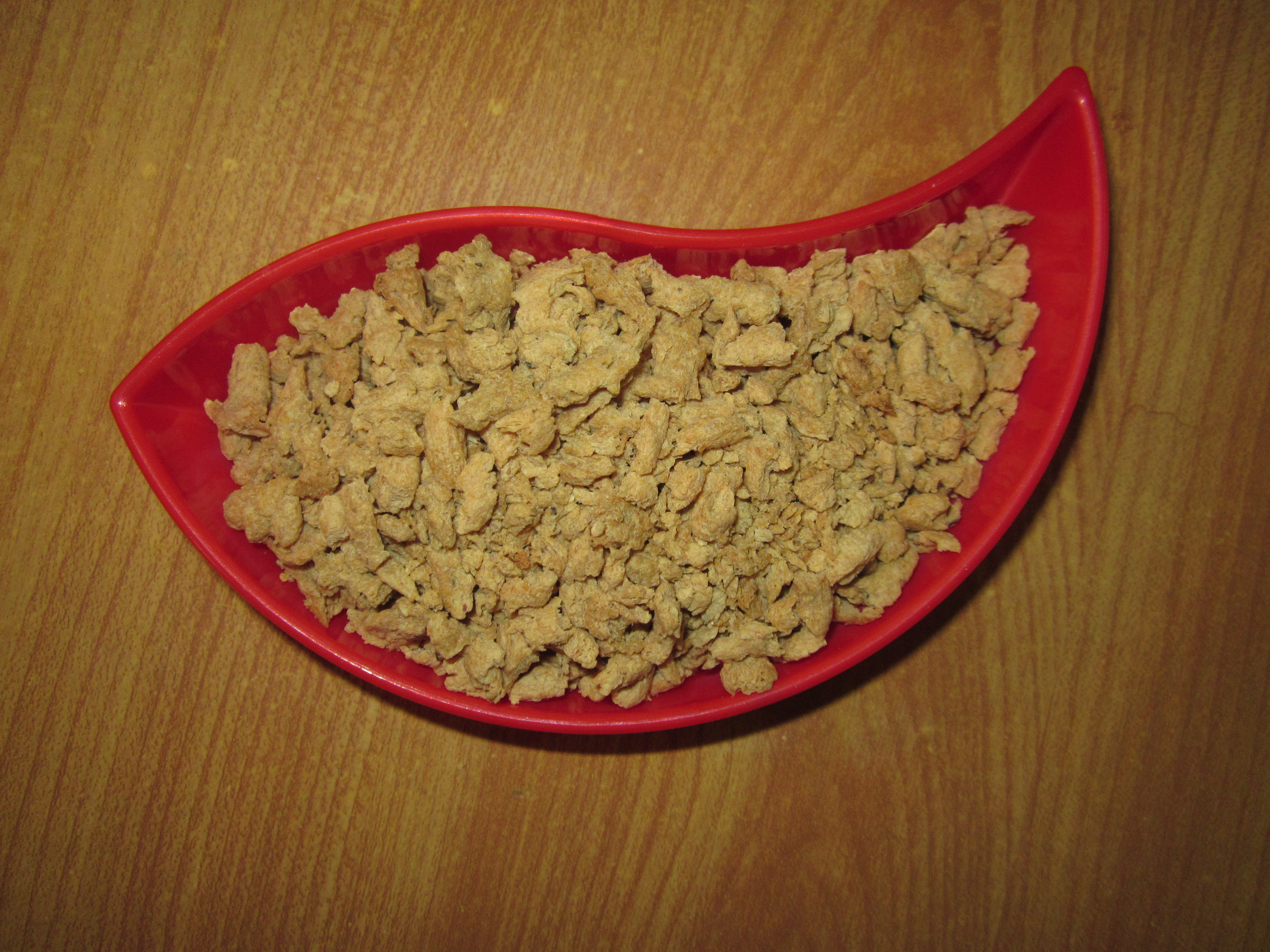
سویای فرآوری شده برای استفاده در غذای ماکارونی

لوبیا روغنی یا سویا (به فرانسوی: soja، soya) یکی از بقولات است. نیام و دانه آن (لوبیا) غذای میلیون‌ها نفر را فراهم می‌کنند و در تهیه مواد شیمیایی نقش عمده دارند. سویا احتمالاً حاصل اهلی‌سازی گیاهی وحشی در شرق آسیا است. روغن استخراج شده از دانه‌های سویا یکی از مهم‌ترین انواع روغنها است. این روغن حاوی اسید لینولئیک بسیار بالایی است و به همین دلیل از آن نمی‌توان برای تهیه روغن سرخ کردنی استفاده کرد.
دانه سویا از لحاظ اسید آمینه متیونین نسبت به کنجد فقیر است اما از لحاظ اسید آمینه لیزین در سطح بالایی قرار دارد سویا بیش از سایر دانه‌ها به پروتئین حیوانی شباهت دارد. روغن سویا ۴۹ درصد لینولئیک اسید و ۲۵ درصد اسیداولئیک دارد.
میزان پروتئین دانه سویا بسیار بیشتر از سایر دانه‌های روغنی است. ارقام زیر نشان دهنده تفاوت عمده سویا با سایر دانه‌های روغنی به لحاظ میزان روغن و پروتئین است.
میزان پروتئین سویا ۳۰–۵۰ درصد، کلزا۱۸–۲۵ درصد، آفتابگردان ۱۵–۲۵ درصد، گلرنگ ۱۵–۲۵ درصد، کنجد ۱۹–۲۵ درصد، بادام زمینی ۲۵–۳۵ درصد می‌باشد.
میزان روغن در سویا ۱۸–۲۵ درصد، کلزا۴۰–۵۰ درصد، آفتابگردان ۲۵–۵۰ درصد، گلرنگ ۴۰–۵۰ درصد، کنجد ۲۵–۴۵ درصد، بادام زمینی ۴۵–۶۵ درصد می‌باشد.
مقدار پروتئین سویا دو برابر سایر دانه‌های روغنی است اما درصد روغن آن از سایر دانه‌های روغنی رایج کمتر است. وجود پروتئین زیاد سبب شده است که کنجاله روغن کشیده شده آن برای تغذیه انسان بسیار مناسب باشد.

## محصولات ساخته شده از سویا

### آرد سویا
آرد سویا آردی است حاوی پروتئین و کمی کربوهیدرات، که از آسیاب کردن دانه خشک سویا به دست می‌آید.
مواد مغذی موجود در یک فنجان ۸۸ گرم آرد سویا بدون چربی:
کالری ۲۰ - کربوهیدرات ۳۴ گرم - پروتئین ۴۱ گرم - کلسیم ۲۱۲ میلی‌گرم - چربی ۱ گرم - اشباع ۰ - فسفر ۵۹۳ میلی‌گرم - کلسترول ۰ میلی‌گرم - آهن ۸٫۱ میلی‌گرم - سدیم ۱۸ میلی‌گرم - تیامین ۰٫۶۱ میلی‌گرم - پتاسیم ۲۰۹۷ میلی‌گرم - ریبو فلاوین ۰٫۲۲ میلی‌گرم - الیاف غذایی ۲ گرم - نیاسین ۲٫۳ میلی‌گرم - ویتامین آ ۴ RE ویتامین ث ۰ میلی‌گرم

### پروتئین بافت‌دار سویا
پروتئین بافت دار سویا یا پروتئین بافت دار گیاهی (TVP) یکی از محصولات جانبی مهم سویاست که عمدتاً از دانه سویا که روغن آن طی فرایندی گرفته می‌شود، تهیه می‌شود. پروتئین بافت دار سویا، در ایران در بسیاری از اوقات، به‌طور خلاصه با عنوان‌ها «پروتئین سویا» یا «سویا» خوانده می‌شودکه یکی از بهترین تغذیه برای ورزشکاران به جای مکمل است.

### شیر سویا
شیر سویا، نوشیدنی ای شیر مانند تهیه شده از سویا

### توفو
توفو، فراورده‌ای نرم، سپید رنگ و پنیر مانند که از سویا به دست می‌آید.

## خصوصیات گیاه‌شناسی
لوبیا روغنی با نام علمی Glycine max گیاهی است از تیره نخود (لگومینوز) که به صورت بوته‌ای استوار و با شاخه و برگ زیاد رشد می‌کند. ریشه سویا مستقیم و با انشعاب زیاد است. اما در شرایط ایران ریشه در عمق ۳۰ سانتی‌متر خاک پراکنده است. روی ریشه سویا نوعی باکتری همزیست به نام Rhizobium japonicum مشاهده می‌شود. باکتری‌های ریزوبیوم، کربوهیدرات‌ها و سایر مواد غذایی را از آوند آبکشی گرفته و انرژی دریافتی را صرف تبدیل نیتروژن هوا به یون آمونیوم و در نهایت اسیدهای آمینه می‌کند.
مقداری از نیتروژن تولید شده که مازاد مصرف باکتری است در اختیار گیاه قرار می‌گیرد و مقداری نیتروژن هم از تجزیه بافت گره‌های مرده (قطع در اثر پیری و رشد ثانویه ریشه) آزاد گردیده و در اختیار گیاه قرار می‌گیرد. عمق ریشه سویا در مرحله گلدهی ۲ برابر ارتفاع ساقه است ولی وزن خشک ریشه کمتر از اندام‌های هوایی است. رشد ریشه تا زمان تشکیل دانه ادامه پیدا می‌کند و سپس قبل از ورود دانه به مرحله رسیدگی فیزیولوژیک متوقف می‌شود. باکتری ریزوبیوم ژاپونیکوم به صورت طبیعی در خاک‌های ایران وجود ندارد و باید باکتری‌ها همراه بذر به خاک اضافه شود. برگ‌های سویا در هنگام رسیدگی معمولاً ریزش می‌کنند که این یک صفت مطلوب برای برداشت است. سویا دارای دو فرم رشد محدود و نامحدود است. در گیاهان با فرم محدود گل‌ها در ابتدای گره‌های فوقانی به ظهور رسیده و به طرف پایین ادامه می‌یابد. در ارقام رشد نامحدود گل دهی در گره‌های پایینی آغاز گردیده و به طرف بالا پیش می‌رود. در سویا اشکال رشد نامحدود بزرگ‌ترین بر گ‌ها در وسط بوته قرار دارند و در بخش‌های بالایی و پایینی بوته از سطح برگ‌ها و طول دمبرگ کاسته می‌شود. در ارقام رشد محدود برگ‌ها ی قسمت انتهایی بوته دارای سطح برگ کمتر و دمبرگ کوتاهتر می‌باشند، ولی نزدیک شدن به طرف پایین بوته، سطح برگها و طول دمبر گ افزایش می‌یابد. در ارقام سویا دارای رشد محدود دانه‌هایی که در قسمت پایین بوته تولید می‌شوند نسبت به دانه‌هایی که در قسمت بالای بوته تولید می‌شوند کوچکتر هستند. آرایش برگ‌ها در بوته می‌تواند عملکرد را تحت تأثیر قرار دهد و ارقام دارای برگ‌های عمودی نسبت به ارقام دارای برگهای افتاده کارایی بالاتری از نظر فتوسنتزی دارد. در سویا هر چه فاصله غلاف بندی از سطح خاک بیشتر باشد، به همان اندازه برداشت مکانیزه راحت‌تر خواهد بود و غلاف به جای مانده بر روی بوته در حداقل خواهد بود. فاصله اولین غلاف‌های بوته از سطح خاک غالباً تابع ژنوتیپ و تراکم بوته است و در تراکم بالا غلاف در سطح بالاتری از سطح خاک تشکیل می‌شود.
در سویا تعداد ساقه‌های فرعی در ارقام دیر رس زیاد بوده و بلعکس، در ارقام زودرس تعداد آن‌ها کمتر است. با افزایش ساقه‌های فرعی در بوته، عملکرد دانه نیز افزایش خواهد یافت. از طرف دیگر بین رسیدگی محصول و ارتفاع بوته همبستگی مثبت وجود دارد به‌طوری‌که ارقام پاکوتاه زودرس و ارقام پابلند دیر رس تر می‌باشند. گرده افشانی در لوبیا روغنی خودگشنی است و میزان دگرگشنی وابسته به فعالیت حشرات از ۱٪ تجاوز نمی‌کند. وزن هزار دانه سویا ۶۰ تا ۲۰۰ گرم و با میانگین ۱۵۰ گرم است (بذر ارقام مختلف سویا اندازه‌های متفاوتی دارند مثلاً بذر کلارک درشت و رقم هیل ریز است) و روغن در پروتئین در لپه‌ها ذخیره می‌شود.

## سازگاری سویا
فعالیت‌های به نژادی سویا منجر به تولید ارقام متفاوتی از نظر طول دوره رشد شده است که سبب شده آن را در عرض‌های جغرافیایی متفاوت و ارتفاع مختلف از سطح دریا کاشت.
با این که سویا گیاهی روز کوتاه است اما بسیاری از ارقام دیگر به طول روز حساسیت ندارند. لوبیا روغنی بر حسب طول روز و در نتیجه زودرسی به ۱۳ گروه شامل ۰۰۰٬۰۰٬۰،I,II,III,IV, V،VI,VII,VIII, IX و X قرار دارند. ارقام ۰۰۰ و ۰۰ کانولا بی‌تفاوت به طول روز و بسیار زودرس و گروه X بسیار حساس به طول روز و دیر رس است. گروه‌های V تا VIII در تیپ رشد محدود قرار دارند و گروه‌های ۰۰ تا IV رشد نامحدود هستند. در ارقام رشد نامحدود تعداد شاخه‌های جانبی زیاد بوده و یکنواختی رسیدگی کمتری از انواع رشد محدود دارند.
به جز طول روز، شدت نور نیز نقش زیادی در رشد و عملکرد سویا دارد به‌طوری‌که آزمایش‌ها انجام گرفته نشان می‌دهد که وجود سایه و کمی شدت نور سبب کاهش عملکرد سویا تا ۴۰ درصد می‌شود.
ارقام کلارک ۶۳، ویلیامز و استیل در گروه رشد نامحدود قرار دارند. در ایران بیشتر از ارقام گروه II مانند هارکو و استیل به عنوان زودرس و ارقام گروه III مانند ویلیامز، کلارک ۶۳ و هابیت به عنوان میان رس و ارقام گروه V مانند لی و هیل به عنوان دیر رس استفاده می‌شود. سویاهای دیر رس حساس‌ترین گیاهان زراعی به طول روز هستند.
لوبیا روغنی گیاهی گرمادوست است این گیاه درجه حرارت‌های بالا را حتی بیش از ذرت تحمل می‌کند البته این بدین معنا نیست که در درجه حرارت‌های زیاد عملکرد خوبی خواهد داشت زیرا بسیاری از غلاف‌ها در درجه حرارت‌های زیاد ریزش می‌کنند اما بوته زنده می‌ماند و در اثر درجه حرارت‌های بسیار زیاد از بین نمی‌رود هر چند عملکرد مطلوبی هم تولید نمی‌کند. حداقل دما برای رشد لوبیا روغنی ۱۰ درجه سانتی گراد و دمای ۲- دمای کشنده آن است. دمای بالاتر از ۳۵ درجه در طول دوره رشد برای آن مناسب نیست و بذرهای که در درجه حرارت‌های بالا تولید می‌شوند کیفیت مطلوبی ندارند.
سویا حساس به خشکی است و بذر آن در مرحله سبز شدن حساس به آب ایستادگی می‌باشدالبته سویا حساسیتی به رطوبت نسبی هوا (خشکی هوا) ندارد.
لوبیا روغنی سرمای خفیف را در مرحله گیاهچه و مرحله رسیدگی دانه (کمی بیش از ذرت) تحمل می‌کند. کشت دیم لوبیا روغنی در مناطق با بارندگی سالانه ۱۰۰۰ میلی‌متر امکان‌پذیر است (مانند شمال ایران). این گیاه به باد مقاوم است. سویا به عنصر بر و شوری خاک بسیار حساس است.
در غلظت بالای CO2 تثبیت ازت هم افزایش می‌یابد. به صورت معمول غلظت CO2 جو ppm320 می‌باشد اما پیش‌بینی‌ها نشان می‌دهد که این غلظت تا سال ۲۰۵۰ به ppm600 افزایش یابد. آزمایش‌ها انجام گرفته نشان می‌دهد که در غلظت ppm600 CO2 در سویا ۵۰درصد افزایش عملکرد دیده می‌شود و این افزایش عملکرد بیشتر در نتیجه افزایش تعداد غلاف در بوته است و اثر زیادی بر روی اندازه دانه‌ها ندارد. از طرف دیگر بذرهایی که والد آن‌ها شرایط غلظت بالای CO2 رشد کرده بود نسبت به بذرهای معمولی ریشه چه قوی تری تولید می‌کردند.
عوامل مؤثر بر تثبیت ازت در سویا
1. دما: سویا به عنوان یک گیاه گرمسیری برای فعالیت باکتری همزیست به دمای بین ۲۵ تا ۳۰ درجه سانتی گراد نیاز دارد. وقتی دمای خاک به کمتر از این حد کاهش یابد، تشکیل گره در سویا کاهش می‌یابد و در دمای ۱۰ درجه سانتی گراد تشکیل گره مختل می‌شود.
2. میزان ازت خاک:گره زایی در سویا به وسیله نیترات زیاد بازداری می‌شود مطالعات نشان داده است که تأخیر بیشتری در تشکیل گره به واسطه نیترات در مقایسه با آمونیوم و اوره حاصل می‌شود.
3. دسترسی به آب: دسترسی به آب اثر عمده‌ای بر تشکیل گره و تثبیت نیتروژن دارد، گره زایی با افزایش محتوای آب خاک تا زمانی که غرقابی شدن روی می‌دهد افزایش می‌یابد. تنش آبی به‌طور قابل توجهی تعداد رشته‌های سرایت تشکیل شده را کاهش می‌دهد و از گره زایی جلوگیری می‌کند.
4. غلظت‌های بالای نمک: در غلظت‌های بالای نمک در آب فعالیت گره به صورت منفی به واسطه بازداری اسمزی گره‌ها کاهش می‌یابد.
5. اسیدیته پایین: اسیدیته معمولاً گره زایی کاهش می‌دهد و اسیدیته کمتر از ۶ سبب کاهش گره بندی فعالیت ریزویبوم می‌شود. در صورتی‌که اسیدیته خاک مورد کشت ما کمتر از این میزان باشد می باست با دادن آهک اسیدیته خاک را بالا برد تا مناسب فعالیت باکتری شود و هم از سمیت ناشی از آلومینیوم و منگنز در خاک‌های اسیدی جلوگیری کرد.
6. افزایش CO2: تحقیقات نشان داده با افزایش CO2 تثبیت ازت هم افزایش می‌یابد. علت اینکه افزایش CO2 باعث افزایش فتوسنتز می‌شود این است قند بیشتری در اختیار باکتری قرار می‌گیرد. باکتری‌هایی که بر روی گیاه قرار دارند در عوض ترکیبات مورد نیازشان را از گیاه می‌گیرند
7. عوامل زراعی: عواملی چون آتش زدن مزرعه، آب ایستادگی، سله ممتد و خشکی موجب کاهش فعالیت باکتری می‌شود.
8. فشردگی خاک: فشردگی خاک سبب کاهش رشد ریشه و رشد گره‌های تثبیت ازت شده می‌گردد. قدرت نفوذپذیری ریشه سویا رابطه معکوس با فشردگی خاک دارد و فشردگی خاک سبب کاهش وزن و تعداد گرهک‌های تثبیت از ت می‌شود.
9. تغذیه: کمبود عناصری چون کبالت، کلسیم، منیزیم، فسفر مولبیدن و آهن سبب کاهش یا عدم تشکیل گره‌های باکتریایی سویا می‌شود. عناصر سنگین مانند کادمیوم می‌توانند سبب از بین رفتن گره‌های باکتریایی شود
10. آفات و بیماری‌ها:گره‌ها ممکن است سطوحی از ویروس را داشته باشند که فعالیت گره را مستقیماً تحت تأثیر قرار می‌دهند. گره‌های ریشه ممکن است به وسیله حشرات یا لاروهای حشرات خورده شوند.[۴]

## اثرات سویا بر سلامتی

### در مردان
- به دلیل محتوای فیتواستروژن سویا، برخی مطالعات عنوان کرده‌اند که مصرف سویا می‌تواند بر سطوح تستسترون در مردان اثر بگذارد. با این وجود، یک فراتحلیل در سال ۲۰۱۰ که از ۱۵ مطالعهٔ کنترل‌شدهٔ دارونما بدست آمده نشان داد که نه سویای غذایی و نه مکمل‌های ایزوفلاوون هیچ‌یک تراکم تستسترون یا استروژن موجود در بدن مردان را تغییر نمی‌دهد.[۵]
- به عنوان یک فرضیه عنوان شده که مصرف سویای غذایی و آنترولاکتون ممکن است خطر ابتلا به سرطان پروستات را افزایش دهد- اگرچه هیچ رابطهٔ معناداری بین ایزوفلاوون‌های سویا و ابتلا به این سرطان مشاهده نشد.[۶]
- پژوهش انجام شده در سال ۲۰۱۰ نشان می‌دهد که مصرف سویا هیچ اثری بر مقدار و کیفیت اسپرم ندارد.[۷]
- نتیجهٔ یک فراتحلیل که در سال ۲۰۰۹ صورت گرفت نشان داد که «مصرف سویای غذایی با کاهش خطر ابتلا به سرطان پروستات در مردان رابطه دارد.»[۸]

## مضرات سویا و موارد منع مصرف
لوبیای سویای بکر تقریباً خوراکی بی‌خطری می‌باشد و می‌توان در رژیم غذایی بزرگسالان، کودکان یا حتی نوزادان استفاده نمود. با این حال
آلرژی به سویا معمول بوده و اگر شما یا سایر اعضای خانوادتان به سویا حساسیت دارید، نمی‌بایست آن را مصرف کنید. نشانه‌های حساسیت به سویا متفاوت بوده و می‌تواند شامل آب ریزش بینی، التهاب دستگاه گوارش یا افت فشار ناگهانی شود.
سویا خطر خون‌ریزی را افزایش می‌دهد و در افرادی که داروهای رقیق‌کننده خون مصرف می‌کنند، یا اختلالات خون‌ریزی دارند می‌بایست با احتیاط و کم مصرف شود.
سویا ممکن است سطح قندخون را پایین بیاورد پس افراد دیابتی یا کسانیکه قندخون پایینی دارند باید با احتیاط آن را مصرف کنند.
افرادی که دچار کم خونی، فیبروز کیستیک یا اختلالات تیروئید، معده، روده، سیستم ایمنی و قلبی دارند، باید با احتیاط مصرف شود.
افراد مبتلا به نقرس بهتر است مصرف سویا را کم و محدود نمایند.
تفاله سویا یا سویای فرآوری شده که پسماند کارخانه‌های روغن کشی است دارای آلودگی مواد شیمیایی می‌باشد و مصرف آن برای مبتلایان به بیماری‌های قلبی خطرناک است و باید از مصرف آن خودداری کرد.

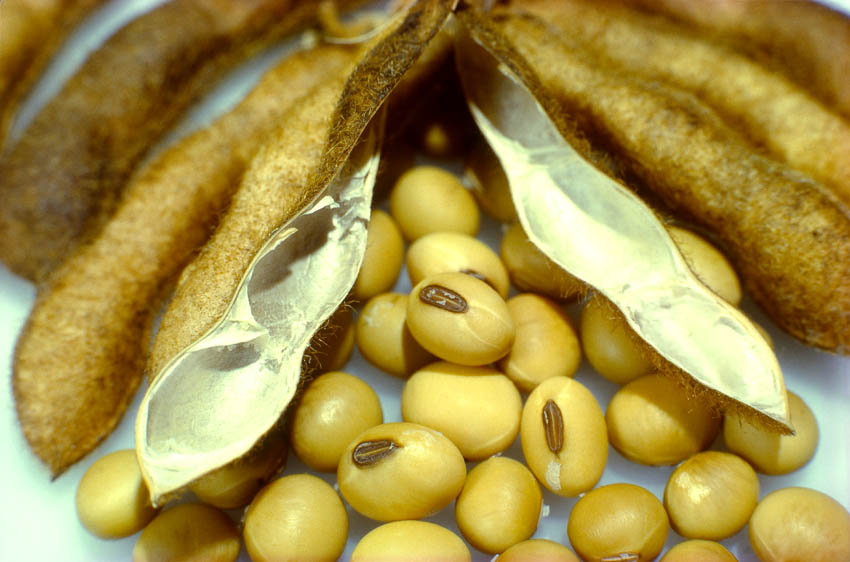
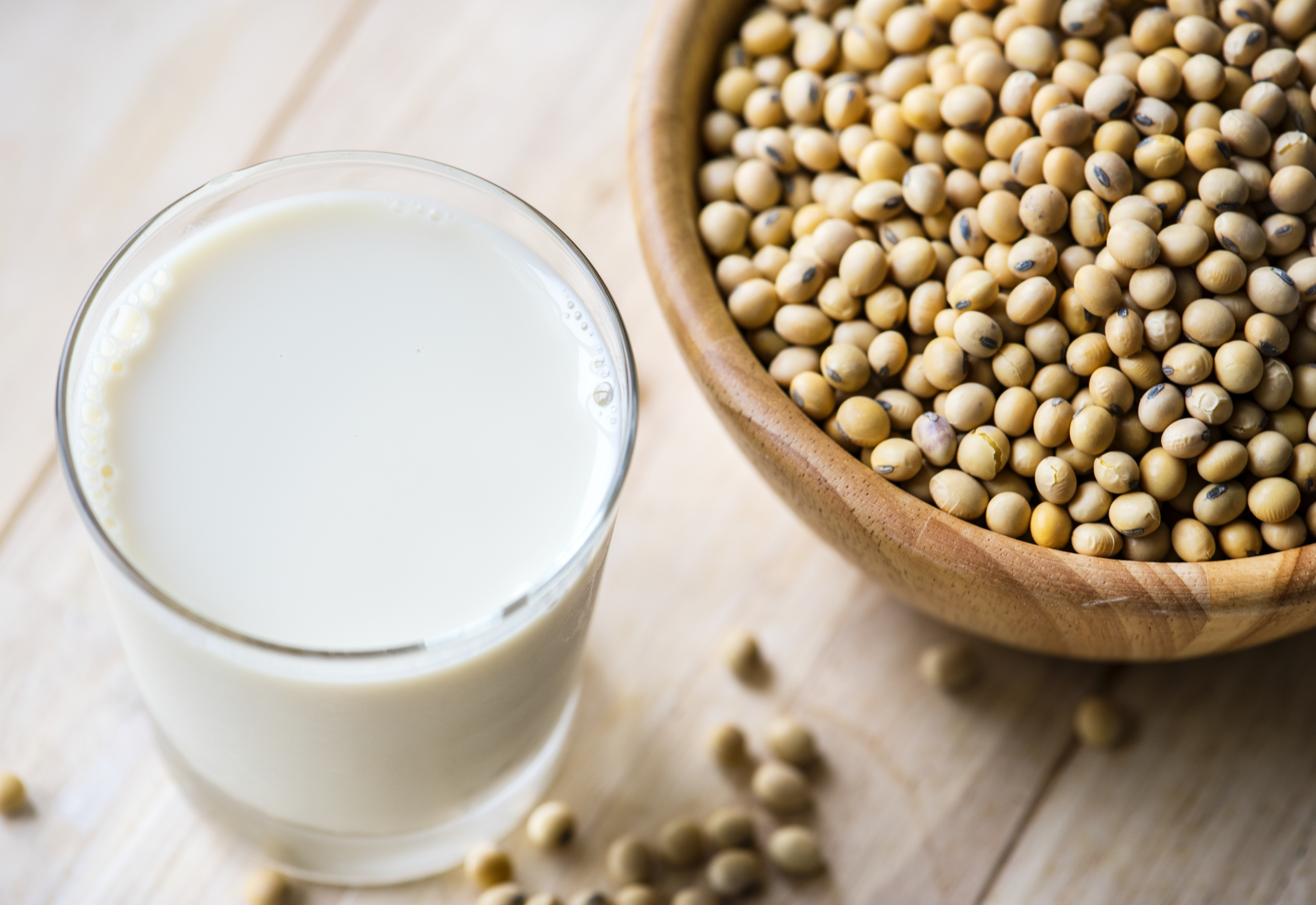
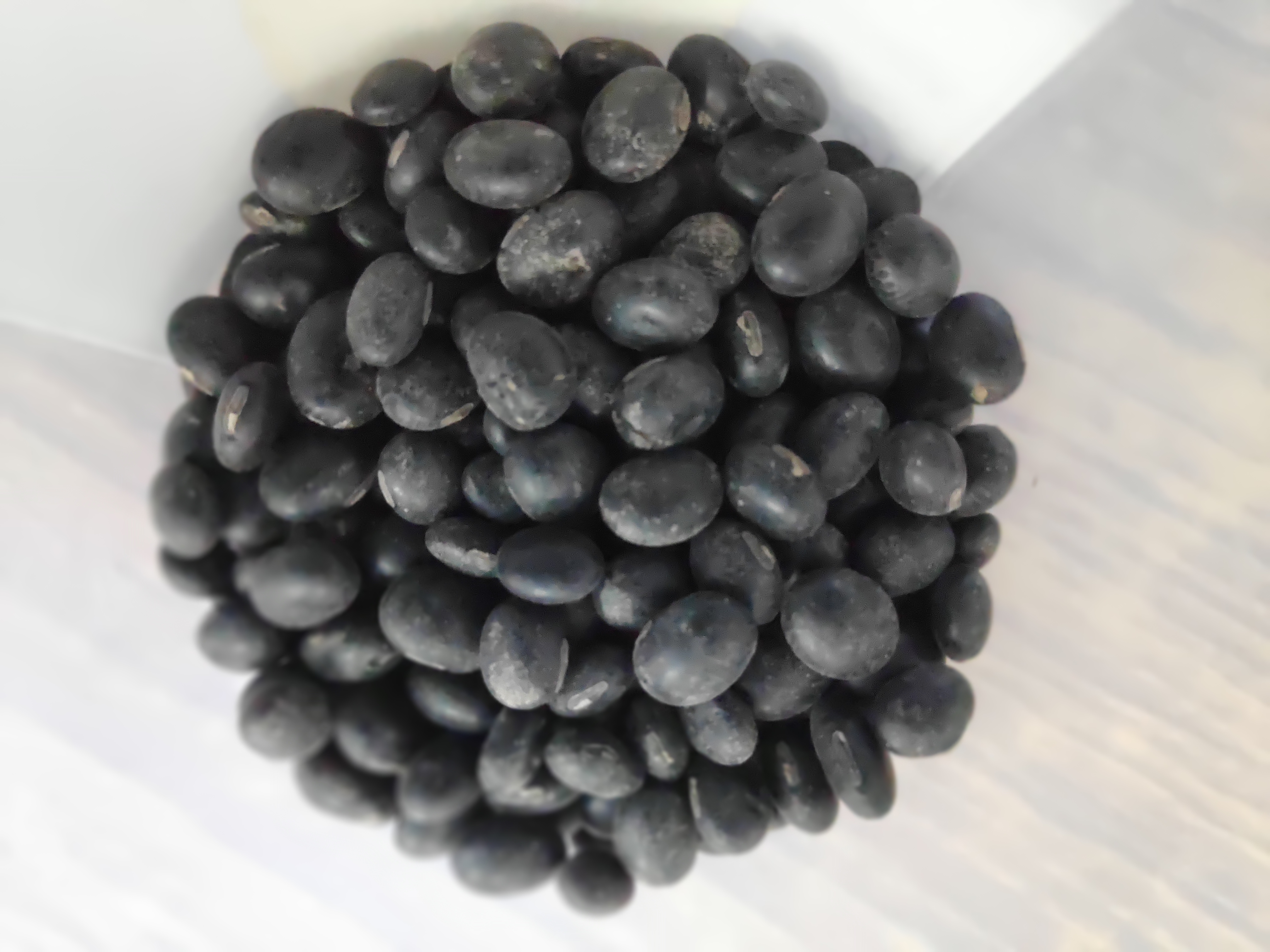
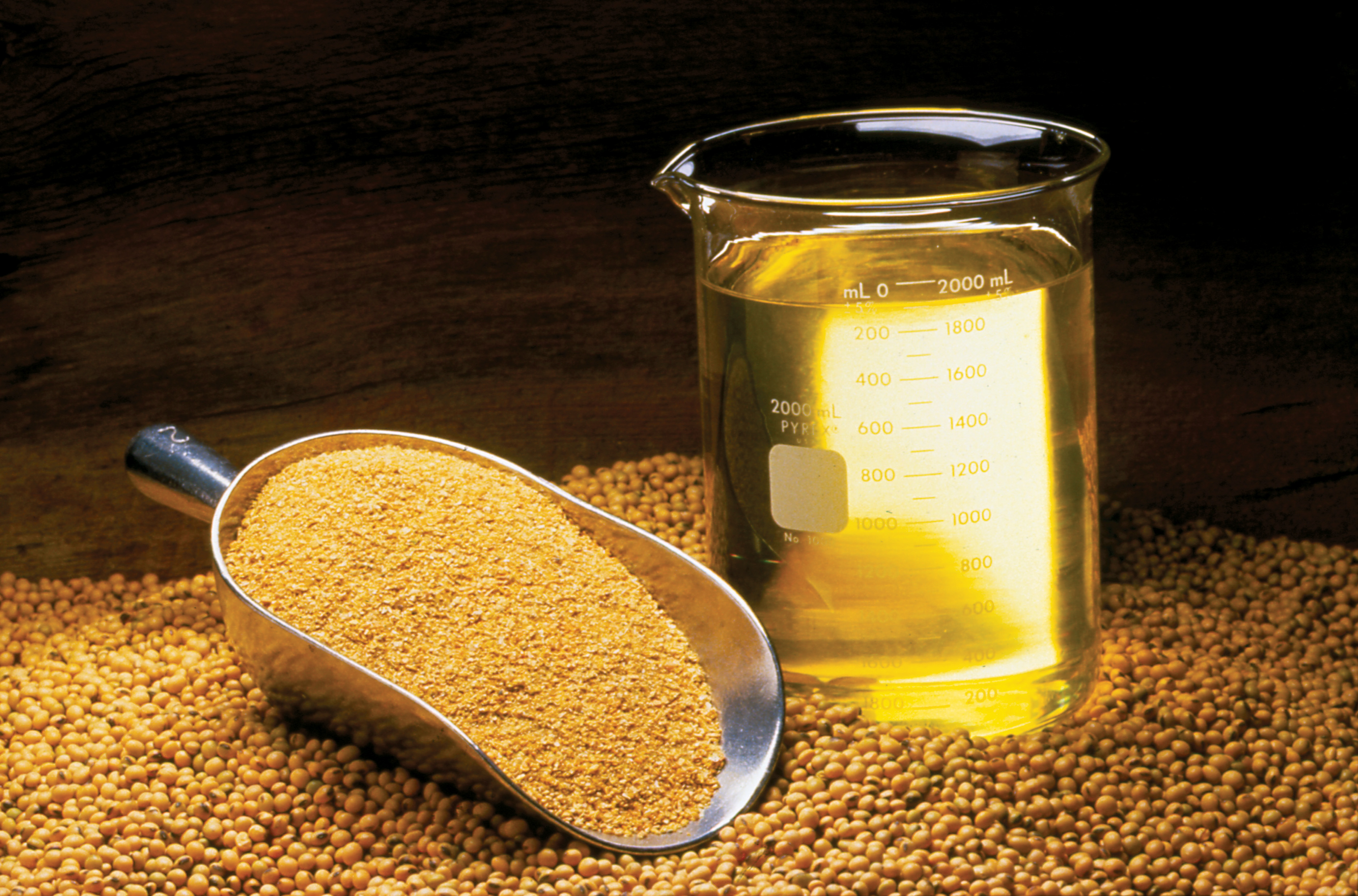
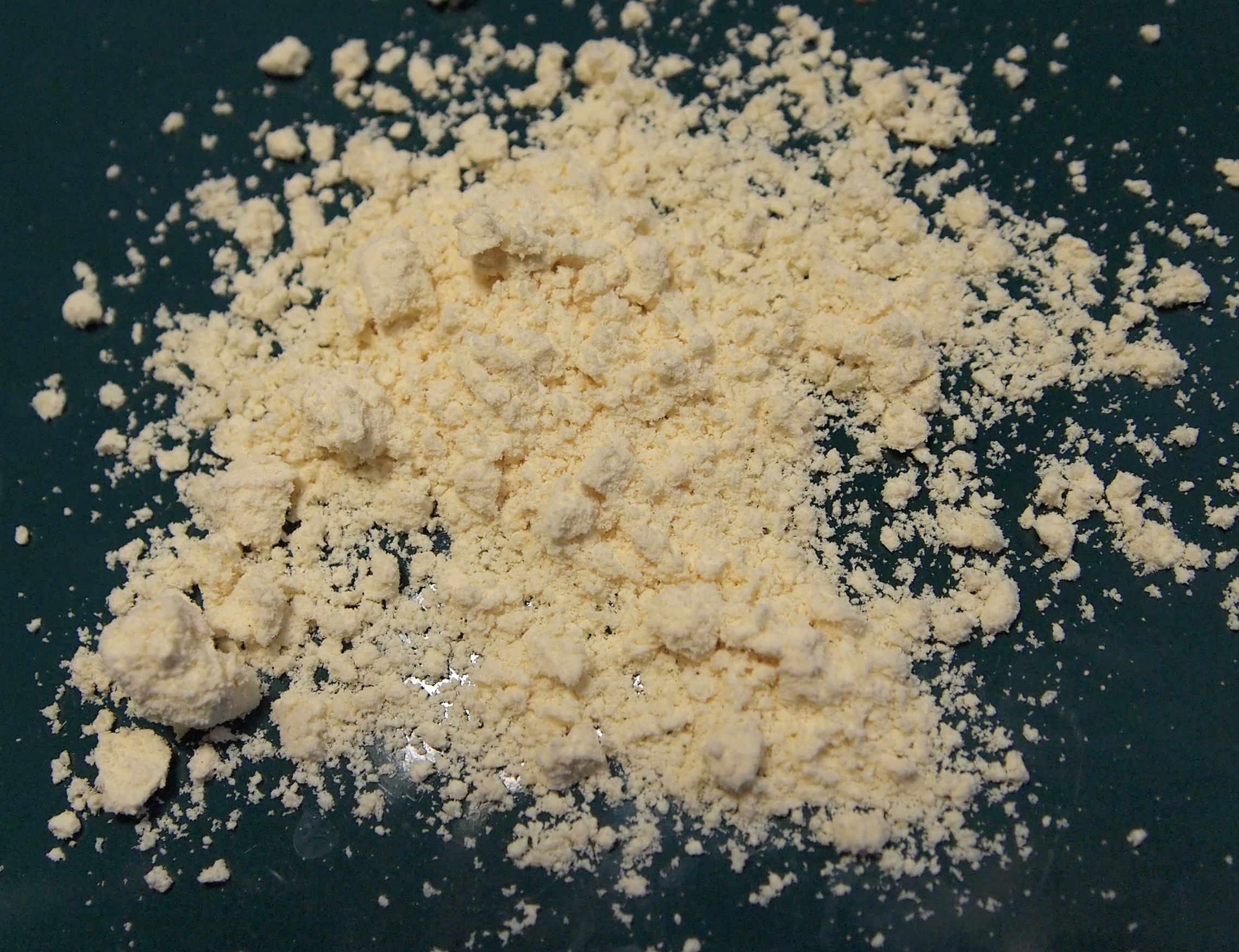

## موارد مرتبط
- ناتو (غذا)